# Nao

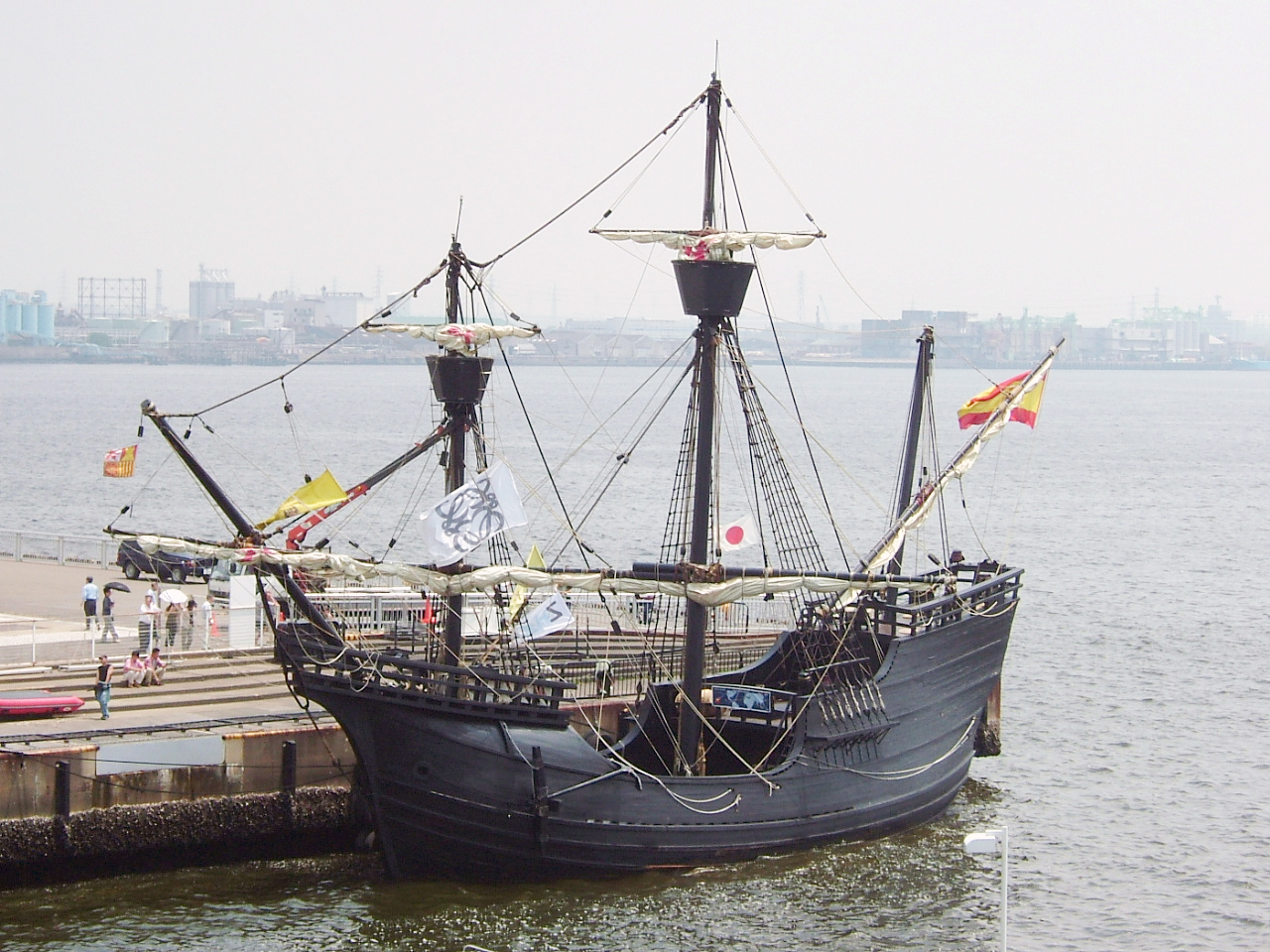
Die Nao Victoria, Rekonstruktion des letzten verbliebenen Schiffs der Expedition Ferdinand Magellans, Hafen von Nagoya

Die Nao (von lateinisch navis „Schiff“, vgl. portugiesisch navio; auch als Nau bezeichnet) ist ein historischer Schiffstyp. Sie bezeichnet einen der Kogge und Karavelle in ihrer Form ähnelnden, jedoch größeren und schwereren Zwei- oder Dreimaster und wurde von Portugiesen und Spaniern über einen längeren Zeitraum entwickelt.

## Ursprung und Eigenschaften
Die Entwicklung der Nao wurde von Schiffstypen der italienischen Mittelmeerseefahrt, von portugiesischen und katalanischen Küstenseglern und besonders durch die nordwestfranzösische Nef, das bevorzugte Transportschiff der Kreuzritter im 11. und 12. Jahrhundert, beeinflusst. Im 14. Jahrhundert fuhr die Nao zumeist als Zweimaster, danach als dreimastiges Schiff.
Naos sind schmaler und kürzer als Koggen und haben eine ungünstigere Rumpfform, die sie jedoch durch nebeneinander gelegte Planken (Kraweelbauweise) und durchgehende Bordwand wettmachen. Sie waren zudem erheblich leichter und billiger zu bauen.
Häufig wurde die Nao auch als Karacke, der bedeutendste Segelschifftyp des Mittelmeeres am Ausgang des Mittelalters zu Beginn der Neuzeit angesehen. So verweisen beispielsweise Dudszus und Köpcke in ihrem Großen Buch der Schiffstypen auf den portugiesischen Schiffbaumeister F. Oliveira, der bereits Mitte des 15. Jahrhunderts betonte, dass portugiesische Karacken, portugiesisch-spanische Naos oder Naves und der Holk oder Hulk der Hanse und Nordeuropas sehr ähnliche Schiffe gewesen seien.
Das Schiffsmodell einer „Katalanischen Nau“ (um 1450) im Marinemuseum Rotterdam ist ein wichtiges Zeugnis für die Entwicklung dieses Schiffstypes.
Die Santa Maria war gemäß den Aufzeichnungen von Christoph Columbus dem Schiffstyp nach eine Nao.
Das Flaggschiff Vasco da Gamas, die São Gabriel (120 t), wie auch die zuletzt verbliebene Victoria Magellans waren ebenfalls Naos.

## Funde von Naos
- Die 2008 vor der Küste Namibias entdeckte und 1533 gesunkene Bom Jesus war eine Nao.
- Die im September 2018 vor der Küste Portugals in der Mündung des Tajo, nahe Lissabon entdeckten Wrackteile werden dem Schiffstyp Nao zugeordnet und sind vermutlich gegen Ende des 16. Jahrhunderts gesunken.[1][2] Bereits 1994 war in derselben Region ein Schiff aus dem frühen 17. Jahrhundert gefunden worden, bei dem es sich ebenso um den Schiffstyp Nao handelte.